# تشاك ديفيدسون
تشاك ديفيدسون (بالإنجليزية: Chuck Davidson)‏ هو حاخام أمريكي وإسرائيلي، ولد في 17 مارس 1961.